# ジョー・ジャクソン (野球)
ジョー・ジャクソン（英語: Joe Jackson, 本名：ジョゼフ・ウォーカー・ジャクソン（Joseph Walker Jackson, 1887年7月16日 - 1951年12月5日）は、アメリカ合衆国サウスカロライナ州ピケンズ郡出身のプロ野球選手（外野手）。愛称は"シューレス・ジョー"("Shoeless Joe")。
1919年のワールドシリーズで行われた八百長事件である『ブラックソックス事件』に関与したとして、翌1920年に永久追放処分を科された「アンラッキー・エイト (悲運の8人)」の1人である。

## 経歴

### プロ入り前
サウスカロライナ州ピケンズ郡にて父ジョージと母マーサの間に、8人兄妹の長男として生まれる。直後に同州グリーンビルに移り、父は繊維工場に勤務した。自身も幼い頃から工場で働いていたため学校に通ったことが無く読み書きが全くできなかったが、工場の野球チームでプレイすると次第に頭角を表し、州内で名の知れる存在になっていった。 

### 現役時代
1908年にマイナーリーグベースボールのカロライナ・アソシエーションに所属するグリーンビル・スピナーズと月額75ドルで契約し、打率.346を記録。7月19日に15歳のケイティ・ウィンと結婚し、直後の7月30日にフィラデルフィア・アスレチックスが1,000ドルで獲得した。8月25日のクリーブランド・ナップス戦でメジャー・デビューを果たす。しかし同年、翌1909年共に5試合の出場で打率1割台と結果を残せずに終わる。大都市フィラデルフィアでの生活に馴染めずホームシックにかかっていた上、チームメイトからも読み書きができないことをからかわれていた。

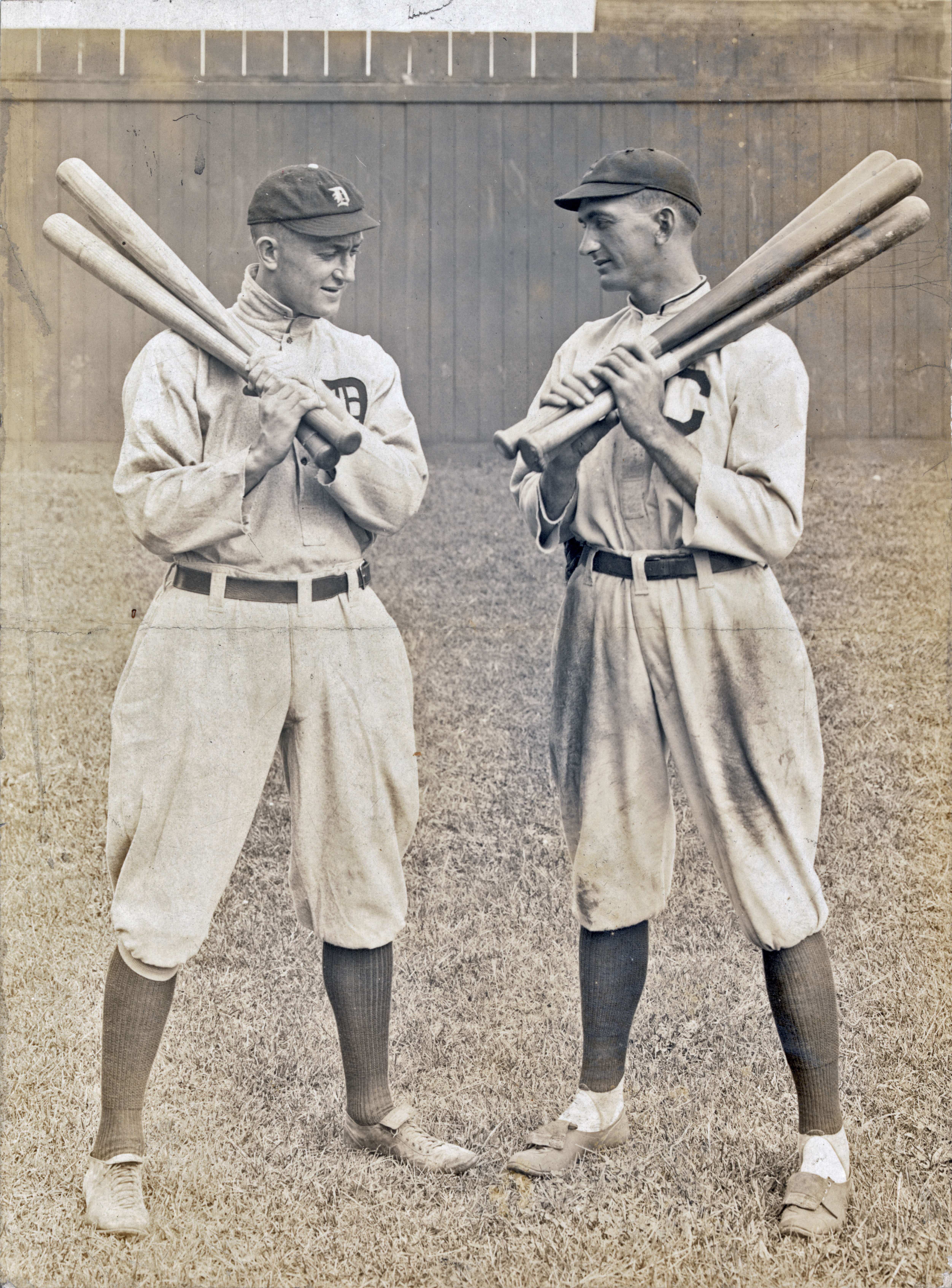
タイ・カッブ（左）と

1910年7月30日、7月23日に成立したトレードの後日発表選手としてナップスへ移籍。9月にメジャーに昇格し、出場試合数は少ないながらも打率.387・5三塁打を記録。
1911年は中堅のレギュラーに定着。右翼に回った後半戦で打率.434を記録し、リーグトップの出塁率.468、いずれもタイ・カッブに次ぐリーグ2位の打率.408・233安打・45二塁打・19三塁打・126得点・OPS1.058と才能が開花。.420を記録したカッブに阻まれ首位打者獲得はならなかったものの、24歳2ヶ月での打率4割達成は、1941年にテッド・ウィリアムズに更新されるまで最年少記録だった。MVPの投票では4位にランクインした。
1912年は序盤やや低調だったが6月に打率.529、9・10月にも.495と打ちまくり、惜しくも2年連続の4割には届かなかったがリーグ2位の打率.395、リーグトップの226安打（カッブと同数）・331塁打、リーグ新記録となる26三塁打を記録した。
1913年は5月に打率.505を記録するなど前半戦で打率.404・15三塁打・出塁率.494。8月初めまで4割を維持したがその後は失速し、打率.373、いずれもリーグトップの197安打・39二塁打・長打率.551・OPS1.011の好成績を挙げ、MVPの投票ではウォルター・ジョンソンに次ぐ2位にランクインした。
1914年初頭に新興のフェデラル・リーグからオファーを受けるが、断っている。同年は足の骨折もあってやや成績を落とし、チームも最下位に沈んだ。

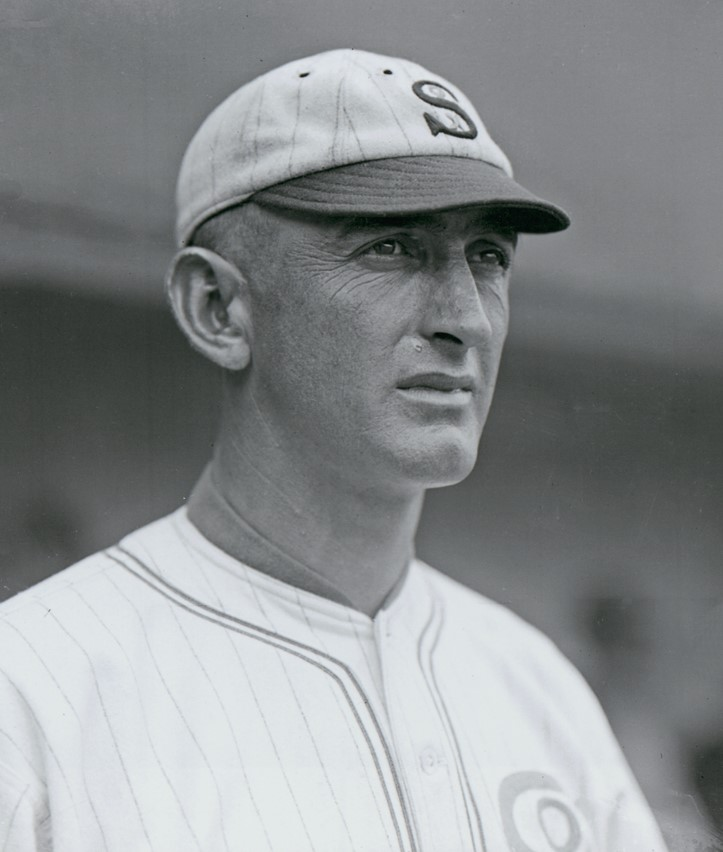
ホワイトソックス時代

チーム名が「インディアンス」に変わった1915年8月21日、2選手プラス31,500ドル、更に後日発表の1選手と共にシカゴ・ホワイトソックスへ移籍。
1916年は主に左翼で出場し、6月に打率.512を記録するなど打率.341、4年ぶりの200安打となる202安打、リーグトップの21三塁打・293塁打を記録した。
1917年は終盤に辛うじて3割を超えるなどやや不本意な成績に終わるが、チームはリーグ優勝を果たす。ニューヨーク・ジャイアンツとのワールドシリーズでは第2戦，第5戦でそれぞれ3安打を放って勝利に貢献し、4勝2敗で11年ぶり2度目のシリーズ制覇を果たした。
1918年は開幕から17試合に出場した後、第一次世界大戦の徴兵逃れのため造船所で労働者として働き、その傍ら造船所の野球リーグでプレイしたことで批判を浴びた。チームメイトで親友のレフティ・ウィリアムズも同じリーグに所属した。
1919年はホワイトソックスに復帰して打率.351・96打点を記録し、チームは2年ぶりのリーグ優勝。シンシナティ・レッズとのワールドシリーズでは打率.375・1本塁打を記録する。しかしシリーズ開幕前から八百長が噂され、優勢を伝えられていたチームは3勝5敗で敗退した。
1920年2月に年俸8,000ドルの3年契約を締結。打率.382・218安打、リーグトップの20三塁打、キャリアハイの12本塁打・121打点を記録するが、前年の疑惑はシーズンを通して燻り続けた。そして終盤の9月28日に裁判所へ出廷し、共に八百長へ加担したとされるエースのエディ・シーコット、ウィリアムズら7名の選手と敗退行為を認める供述を行ったため出場停止処分を受け、インディアンスと激しく優勝を争っていたチームは主力を欠いたことで2ゲーム差の2位に終わり、連覇を逃した。
ジャクソンを含む8選手は全員起訴されたが、1921年8月2日に証拠不十分で無罪が言い渡された。しかし翌日、コミッショナーのケネソー・マウンテン・ランディスは8人全員を球界から永久追放するという厳しい裁定を下し、キャリアは突如終焉を迎えた。

### 以後
追放処分後はジョージア州のセミプロリーグでプレイした。その後は故郷に戻ってバーベキューレストランや酒屋を経営。1951年、エド・サリヴァンが司会を務めるテレビ番組『トースト・オブ・ザ・タウン』への出演が決まっていたが、その2週間前の12月5日に心臓発作で死去。
ウィリアム・パトリック・キンセラがブラックソックス事件をモチーフに1982年に発表した小説『シューレス・ジョー』及びその映画化作品『フィールド・オブ・ドリームス』、事件を描いた映画『エイトメン・アウト』に登場した。
グリーンビルの自宅は後に記念館として改装され、地元の人達のボランティアで運営されている。
2020年5月、マイナーリーグ所属時代の1910年に発行された野球カードが、ネットオークションで492,000ドルという高値で落札された。
2025年5月13日、メジャーリーグ機構は、ジャクソンをはじめ既に故人である17名の永久追放処分対象者について、資格回復を発表。事件から100年以上を経て復権を遂げた。

## 人物
愛称の「シューレス（靴なし）・ジョー」は、マイナーリーグ時代に新しいスパイクが足に合わずに肉刺が出来てしまったため、スパイクを履かずに靴下のままプレイしたことが由来である。しかし、「ストッキングでプレイしたのはその1日だけだったのに、その後ずっと付いて回った」と語るなど、快く思っていなかった。
通算打率.356はカッブ（.367）、ロジャース・ホーンスビー（.358）に次ぐ歴代3位だが、首位打者のタイトルは一度も獲得できなかった。
ベーブ・ルースはジャクソンについて「今まで見た中で最高の打者」と語り、スイングを真似たという。
「ブラックベッツィ」と名付けた長さ36インチ、重さ48オンスのバットをプロ入り前から愛用し、メジャーでも使用した。
読み書きができなかったため、遠征先の朝食ではウエイターからメニューを渡されるとそれを読むふりをして、どこでも必ず用意されているHam & eggsをオーダーしていた。また夕食では周囲の客が何を注文するか耳をそばだててから同じものを注文したという。
後年、経営する酒屋にかつてのライバルだったカッブがバーボンを買いに訪れ、「俺のことを覚えていないのか？」と声をかけたが、「分かっているさ。でも、君たちは私のことを忘れたいだろ」と返答したという。

## ブラックソックス事件

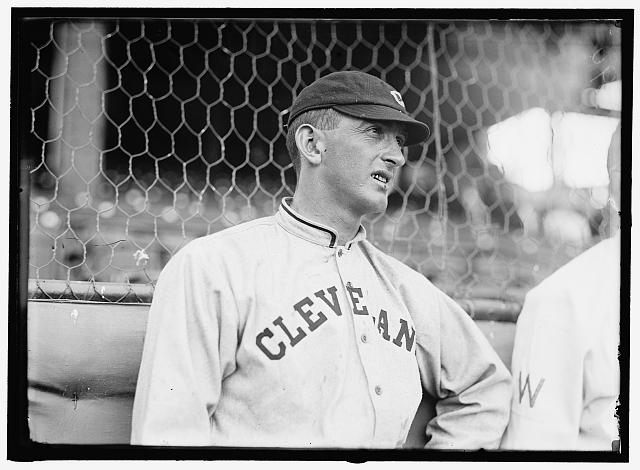
1913年

チームメイトのチック・ガンディル経由でギャングから八百長を持ちかけられたこと、5,000ドルの賄賂を受け取ったことは紛れもない事実だが、実際に八百長をしたかどうかは諸説ある。前述の「フィールド・オブ・ドリームス」でも主人公のレイ・キンセラが「八百長はしていない。なぜなら彼はワールドシリーズで打率.375を記録し、チーム唯一の本塁打も打っているからだ」と語る場面がある。その一方で「彼は自軍が勝利した3試合では打率.545ながら、敗戦の5試合では.286で最初の4敗では.267でしかない」と主張する野球史家もいる。
有名なエピソードとして、八百長に関与した8人の中で最も人気が高かったジャクソンが大陪審での証言を終えて裁判所から出て来た際に、1人の少年ファンが「Say it ain't so, Joe!（嘘だと言ってよ、ジョー！）」と叫び、これに対し「ごめんよ、どうも本当らしい」と応えたというものがあるが、これはシカゴ・デイリーニューズ誌の新聞記者チャーリー・オーエンスの捏造であり、実際は「（少年ファンに）話しかけられなかったどころか、裁判所の外に子供は1人もいなかった」とジャクソン記念館のアーリーン・マークリー館長は語っている。

## 埋もれていた記録

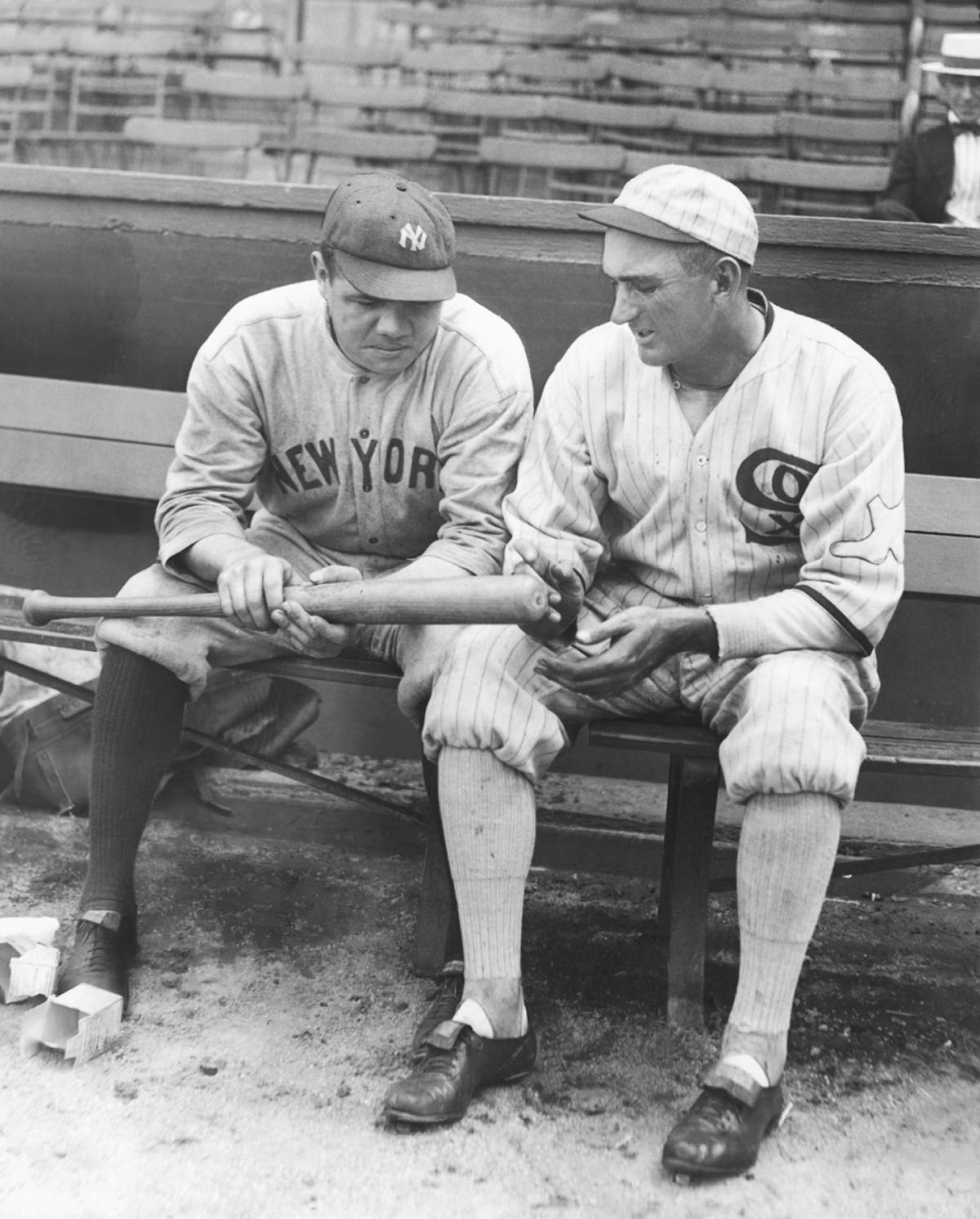
ベーブ・ルース（左）と（1920年）

2001年、MLB1年目のイチローが200安打を超えた辺りから新人最多安打記録が話題になり始めた。それまで認知されていたのはロイド・ウェイナーが1927年に記録した223安打だったが、MLB機構が再調査した結果、新人選手の定義（打者は前年までの打席数130以下）に当てはめた場合1911年の233安打が最多記録だったことが90年後になって判明した。その後イチローが更新し、現在は242安打が最多である。

## その他
アメリカ合衆国のミュージシャンでクリーデンス・クリアウォーター・リバイバルの元ヴォーカル、ジョン・フォガティが1985年に発表したアルバムタイトル曲『センターフィールド』の2番の歌詞において、有名なベースボール・ポエム「ケイシー打席に立つ」の一節や、ウィリー・メイズ，カッブ，ジョー・ディマジオといった殿堂入り中堅手の名前と共に、ブラックソックス事件における有名なフレーズ "Say it ain't so" が『Don't say "it ain't so"』として引用されている。ちなみにフレーズだけで名前は登場しないジャクソンは中堅手ではなく左翼手だった。
また、イギリスの歌手・俳優であるマレー・ヘッドが、1975年にシングル『Say It Ain't So, Joe』を発表し、さらにその後、ザ・フーのリード・ボーカリストであるロジャー・ダルトリーがカバーしている。
2013年のMLBドラフトで、曾孫にあたるジョー・ジャクソンがテキサス・レンジャースから5巡目で指名されている。

## 詳細情報

### 年度別打撃成績
| 年 度     | 球 団     | 試 合 | 打 席 | 打 数 | 得 点 | 安 打 | 二 塁 打 | 三 塁 打 | 本 塁 打 | 塁 打 | 打 点 | 盗 塁 | 盗 塁 死 | 犠 打 | 犠 飛 | 四 球 | 敬 遠 | 死 球 | 三 振 | 併 殺 打 | 打 率 | 出 塁 率 | 長 打 率 | O P S |
| --------- | --------- | ----- | ----- | ----- | ----- | ----- | -------- | -------- | -------- | ----- | ----- | ----- | -------- | ----- | ----- | ----- | ----- | ----- | ----- | -------- | ----- | -------- | -------- | ----- |
| 1908      | PHA       | 5     | 23    | 23    | 0     | 3     | 0        | 0        | 0        | 3     | 3     | 0     | -        | 0     | -     | 0     | -     | 0     | -     | -        | .130  | .130     | .130     | .261  |
| 1909      | PHA       | 5     | 18    | 17    | 3     | 3     | 0        | 0        | 0        | 3     | 3     | 0     | -        | 0     | -     | 1     | -     | 0     | -     | -        | .176  | .222     | .176     | .399  |
| 1910      | CLE       | 20    | 86    | 75    | 15    | 29    | 2        | 5        | 1        | 44    | 11    | 4     | -        | 3     | -     | 8     | -     | 0     | -     | -        | .387  | .446     | .587     | 1.032 |
| 1911      | CLE       | 147   | 641   | 571   | 126   | 233   | 45       | 19       | 7        | 337   | 83    | 41    | -        | 6     | -     | 56    | -     | 8     | -     | -        | .408  | .468     | .590     | 1.058 |
| 1912      | CLE       | 154   | 653   | 572   | 121   | 226   | 44       | 26       | 3        | 331   | 90    | 35    | 20       | 15    | -     | 54    | -     | 12    | -     | -        | .395  | .458     | .579     | 1.036 |
| 1913      | CLE       | 148   | 623   | 528   | 109   | 197   | 39       | 17       | 7        | 291   | 71    | 26    | -        | 10    | -     | 80    | -     | 5     | 26    | -        | .373  | .460     | .551     | 1.011 |
| 1914      | CLE       | 122   | 513   | 453   | 61    | 153   | 22       | 13       | 3        | 210   | 53    | 22    | 15       | 13    | -     | 41    | -     | 5     | 34    | -        | .338  | .399     | .464     | .862  |
| 1915      | CLE       | 83    | 338   | 303   | 42    | 99    | 16       | 9        | 3        | 142   | 45    | 10    | 10       | 3     | -     | 28    | -     | 3     | 11    | -        | .327  | .389     | .469     | .858  |
| 1915      | CWS       | 45    | 193   | 158   | 21    | 43    | 4        | 5        | 2        | 63    | 36    | 6     | 10       | 8     | -     | 24    | -     | 3     | 12    | -        | .272  | .378     | .399     | .777  |
| '15計     | CWS       | 128   | 531   | 461   | 63    | 142   | 20       | 14       | 5        | 205   | 81    | 16    | 20       | 11    | -     | 52    | -     | 6     | 23    | -        | .308  | .385     | .445     | .830  |
| 1916      | CWS       | 155   | 658   | 592   | 91    | 202   | 40       | 21       | 3        | 293   | 78    | 24    | 14       | 16    | -     | 46    | -     | 5     | 25    | -        | .341  | .393     | .495     | .888  |
| 1917      | CWS       | 146   | 623   | 538   | 91    | 162   | 20       | 17       | 5        | 231   | 75    | 13    | -        | 19    | -     | 57    | -     | 7     | 25    | -        | .301  | .375     | .429     | .805  |
| 1918      | CWS       | 17    | 78    | 65    | 9     | 23    | 2        | 2        | 1        | 32    | 20    | 3     | -        | 5     | -     | 8     | -     | 0     | 1     | -        | .354  | .425     | .492     | .917  |
| 1919      | CWS       | 139   | 599   | 516   | 79    | 181   | 31       | 14       | 7        | 261   | 96    | 9     | -        | 17    | -     | 60    | -     | 4     | 10    | -        | .351  | .422     | .506     | .928  |
| 1920      | CWS       | 146   | 649   | 570   | 105   | 218   | 42       | 20       | 12       | 336   | 121   | 9     | 12       | 16    | -     | 56    | -     | 7     | 14    | -        | .382  | .444     | .589     | 1.033 |
| 通算:13年 | 通算:13年 | 1332  | 5695  | 4981  | 873   | 1772  | 307      | 168      | 54       | 2577  | 785   | 202   | 81       | 131   | -     | 519   | -     | 59    | 158   | -        | .356  | .423     | .517     | .940  |

- 各年度の太字はリーグ最高

### 記録
- 通算打率：.356（歴代3位）
- ワールドシリーズ優勝：1回（1917年）